# Upplands runinskrifter 709
Upplands runinskrifter 709 är en vikingatida ristning på en sten av ljusgrå sandsten i Kungs-Husby kyrka, Kungs-Husby socken och Enköpings kommun. Stenen är rent ornamental. Stenen ligger som tröskelsten mellan vapenhuset och kyrkan. Den är stympad och har måtten 1,45 gånger 1,01 meter.